# Coppa KOVO 2023 (maschile)
La Coppa KOVO 2023, 18ª edizione della coppa di lega sudcoreana di pallavolo maschile, si è svolta dal 6 al 13 agosto 2023: al torneo hanno partecipato 8 squadre di club (7 sudcoreane e 1 giapponese) e la vittoria finale è andata per la prima volta agli OK Okman.

## Regolamento

### Formula
La competizione prevede due fasi, quella preliminare e quella finale:
- Nella fase preliminare le sette squadre provenienti dalla V-League e la formazione giapponese dei Panasonic Panthers vengono divise in due gironi da quattro squadre, al termine dei quali le prime due classificate di ciascun girone si qualificano alla fase finale;
- Nella fase finale le formazioni qualificate si sfidano in incontri di semifinale e finale in gara unica, con gli accoppiamenti basati sul posizionamento nella fase preliminare.

### Criteri di classifica
L'ordine del posizionamento in classifica è stato definito in base a:
- Numero di partite vinte;
- Ratio dei punti realizzati/subiti;
- Ratio dei set vinti/persi.

## Squadre partecipanti
| Girone A          | Girone B           |
| ----------------- | ------------------ |
| KB Stars          | Hyundai Skywalkers |
| Korean Air Jumbos | KEPCO Vixtorm      |
| OK Okman          | Panasonic Panthers |
| Woori WON         | Samsung Bluefangs  |

## Torneo

### Fase a gironi

#### Gruppo A

##### Risultati
| 6 agosto 2023 Park Chung Hee Gymnasium, Gumi Durata: 1h:23 - Spettatori: 1 826 | Korean Air Jumbos | 3 - 0 | Woori WON         | 25-21, 25-21, 25-19               |
| 6 agosto 2023 Park Chung Hee Gymnasium, Gumi Durata: 1h:21 - Spettatori: 548   | KB Stars          | 0 - 3 | OK Okman          | 17-25, 22-25, 11-25               |
| 8 agosto 2023 Park Chung Hee Gymnasium, Gumi Durata: 1h:25 - Spettatori: 670   | Woori WON         | 3 - 0 | KB Stars          | 25-19, 25-19, 25-19               |
| 8 agosto 2023 Park Chung Hee Gymnasium, Gumi Durata: 2h:19 - Spettatori: 618   | OK Okman          | 2 - 3 | Korean Air Jumbos | 21-25, 25-21, 26-24, 21-25, 9-15  |
| 10 agosto 2023 Park Chung Hee Gymnasium, Gumi Durata: 2h:13 - Spettatori: 493  | Woori WON         | 2 - 3 | OK Okman          | 23-25, 25-19, 18-25, 25-23, 13-15 |
| 10 agosto 2023 Park Chung Hee Gymnasium, Gumi Durata: 1h:49 - Spettatori: 341  | Korean Air Jumbos | 3 - 1 | KB Stars          | 17-25, 25-21, 25-18, 25-21        |

##### Classifica
| Pos. | Squadra           | G | V | P | SV | SP | Ratio | PF  | PS  | Ratio |
| ---- | ----------------- | - | - | - | -- | -- | ----- | --- | --- | ----- |
| 1    | Korean Air Jumbos | 3 | 3 | 0 | 9  | 3  | 3,000 | 277 | 248 | 1,117 |
| 2    | OK Okman          | 3 | 2 | 1 | 8  | 5  | 1,600 | 284 | 264 | 1,076 |
| 3    | Woori WON         | 3 | 1 | 2 | 5  | 6  | 0,833 | 240 | 239 | 1,004 |
| 4    | KB Stars          | 3 | 0 | 3 | 1  | 9  | 0,111 | 192 | 242 | 0,793 |

      Qualificata in semifinale.

#### Gruppo B

##### Risultati
| 7 agosto 2023 Park Chung Hee Gymnasium, Gumi Durata: 1h:20 - Spettatori: 812    | Hyundai Skywalkers | 0 - 3 | Panasonic Panthers | 23-25, 21-25, 20-25               |
| 7 agosto 2023 Park Chung Hee Gymnasium, Gumi Durata: 1h:47 - Spettatori: 617    | KEPCO Vixtorm      | 1 - 3 | Samsung Bluefangs  | 25-22, 12-25, 19-25, 19-25        |
| 9 agosto 2023 Park Chung Hee Gymnasium, Gumi Durata: 1h:18 - Spettatori: 636    | Samsung Bluefangs  | 3 - 0 | Hyundai Skywalkers | 25-17, 25-17, 25-19               |
| 9 agosto 2023 Park Chung Hee Gymnasium, Gumi Durata: 1h:17 - Spettatori: 419    | Panasonic Panthers | 3 - 0 | KEPCO Vixtorm      | 25-21, 25-16, 25-19               |
| 11 agosto 2023 Park Chung Hee Gymnasium, Gumi Durata: 1h:55 - Spettatori: 1 008 | KEPCO Vixtorm      | 1 - 3 | Hyundai Skywalkers | 20-25, 25-18, 22-25, 22-25        |
| 11 agosto 2023 Park Chung Hee Gymnasium, Gumi Durata: 2h:08 - Spettatori: 395   | Samsung Bluefangs  | 2 - 3 | Panasonic Panthers | 17-25, 19-25, 30-28, 25-23, 13-15 |

##### Classifica
| Pos. | Squadra            | G | V | P | SV | SP | Ratio | PF  | PS  | Ratio |
| ---- | ------------------ | - | - | - | -- | -- | ----- | --- | --- | ----- |
| 1    | Panasonic Panthers | 3 | 3 | 0 | 9  | 2  | 4,500 | 266 | 224 | 1,188 |
| 2    | Samsung Bluefangs  | 3 | 2 | 1 | 8  | 4  | 2,000 | 276 | 244 | 1,131 |
| 3    | Hyundai Skywalkers | 3 | 1 | 2 | 3  | 7  | 0,429 | 210 | 239 | 0,879 |
| 4    | KEPCO Vixtorm      | 3 | 0 | 3 | 2  | 9  | 0,222 | 220 | 265 | 0,830 |

      Qualificata in semifinale.

### Fase finale
|  | Semifinali         | Semifinali |          |                   | Finale | Finale |  |
|  |                    |            |          |                   |        |        |  |
|  | Korean Air Jumbos  | 1          |          |                   |        |        |  |
|  | Korean Air Jumbos  | 1          |          |                   |        |        |  |
|  | Samsung Bluefangs  | 3          |          |                   |        |        |  |
|  | Samsung Bluefangs  | 3          |          | Samsung Bluefangs | 1      |        |  |
|  |                    |            |          | Samsung Bluefangs | 1      |        |  |
|  |                    |            | OK Okman | 3                 |        |        |  |
|  | Panasonic Panthers | 2          | OK Okman | 3                 |        |        |  |
|  | Panasonic Panthers | 2          |          |                   |        |        |  |
|  | OK Okman           | 3          |          |                   |        |        |  |

#### Semifinali
| 12 agosto 2023 Park Chung Hee Gymnasium, Gumi Durata: 2h:02 - Spettatori: 1 185 | Korean Air Jumbos  | 1 - 3 | Samsung Bluefangs | 18-25, 25-22, 22-25, 22-25       |
| 12 agosto 2023 Park Chung Hee Gymnasium, Gumi Durata: 2h:13 - Spettatori: 534   | Panasonic Panthers | 2 - 3 | OK Okman          | 30-32, 25-15, 32-30, 22-25, 9-15 |

#### Finale
| 13 agosto 2023 Park Chung Hee Gymnasium, Gumi Durata: 2h:04 - Spettatori: 2 285 | Samsung Bluefangs | 1 - 3 | OK Okman | 23-25, 25-22, 23-25, 20-25 |

## Premi individuali
| Premio                 | Giocatore     | Squadra           |
| ---------------------- | ------------- | ----------------- |
| MVP                    | Shin Ho-jin   | OK Okman          |
| Most Impressive Player | Park Sung-jin | Samsung Bluefangs |
| Rising star            | Lee Jin-seong | OK Okman          |